# Gustav Pontus Bagge
Gustav Pontus Bagge, född 31 juli 1839 i Linköping, död 31 december 1915 i Viarmes utanför Paris, var en svensk militär, kartograf och konstnär, verksam i Frankrike.
Han var son till kaptenen Jacob Pontus Bagge och Sophia Margareta Constance Westfelt samt gift första gången 1866 med Anna Sophia Trapp och andra gången 1873 med Jeanne Du Wochel.
Bagge som var löjtnant vid Andra livgardet och ledare för Krigsskolans topografiska övningar ägnade sig under sina ledigheter från det militära med museiarbete och konstnärlig verksamhet bland annat tjänstgjorde han som biträdande amanuens vid Kungliga livrustkammaren. Vid fransk-tyska krigets utbrott 1870 tog han avsked från Svenska armén för att ansluta sig till Franska armén i fransk-tyska kriget. Han utnämndes till capitaine du génie och belönades med hederslegionen. Han var en av de få svenskar som stannade kvar i Paris under kommunens skräckdagar och de skisser och anteckningar han då utförde har ett stort historiskt värde. Efter kriget anställdes han vid förlagsfirman Hachette & C:ie i Paris där han arbetade i 30 års tid med geografisk och topografisk kartframställning och bidrog väsentligt till att lyfta Frankrikes kartväsen. Det franska topografiska sällskapet tilldelade honom sin stora guldmedalj 1911. Han medverkade i en konstutställning i Göteborg 1886. Bland hans offentliga arbeten märks ett porträtt från 1860 av Livgardets officerskår på Göta livgarde. Bagge är representerad vid Nationalmuseum med ett färglitografi.